# Copris lecontei
Copris lecontei är en skalbaggsart som beskrevs av Matthews 1961. Copris lecontei ingår i släktet Copris och familjen bladhorningar. Utöver nominatformen finns också underarten C. l. isthmiensis.